# Jacques Brel (metrostation)
Jacques Brel is een station van de Brusselse metro, gelegen in het noorden van de Brusselse gemeente Anderlecht.

## Geschiedenis
Het ondergrondse metrostation werd geopend op 6 oktober 1982 ter verlenging van metrolijn 1B vanuit Beekkant naar Sint-Guido. Het station is genoemd naar de Belgische chansonnier Jacques Brel, maar zou oorspronkelijk de naam Graindor dragen. Sinds de herziening van het metronet in 2009 wordt dit station bediend door metrolijn 5.

## Situering
Jacques Brel ligt parallel aan een goederenspoorlijn, die ter plaatse wordt gekruist door de Jules Graindorlaan. Er is bovengronds aansluiting voorzien met een MIVB-buslijn.

## Kunst
Boven het perron voor de richting Stokkel schilderde Maurice Wyckaert over een lengte van 120 meter (de gehele lengte van het station) het werk Coming up for air. Het kleurenspel, dat aan een blauwe hemel met divers getinte wolken doet denken, is een uitbeelding van de natuur.